# موجة مربعة

موجات جيبية، مربعية، مثلثية، موجة سن المنشار.

رسم متحرك يوضح تجميع موجات جيبية مع زيادة عدد التوافقيات لتكوين موجة مربعية.

الموجة المربعة (بالإنجليزية: square wave)‏ هي موجة غير جيبية دورية - تتكرر بشكل دوري -، يمكن تمثيلها على أنها مجموع عدد لانهائي من الموجات الجيبية، يتغير فيها المطال عند تردد ثابت بين قيمتين: صغرى وكبرى، في الموجة المربعية المثالية يكون الانتقال بين القيمة الصغرى إلى القيمة الكبرى لحظي، وهذا لا يحدث في الحقيقة في النظم الفيزيائية، تستخدم الموجات المربعية في الإلكترونيات ومعالجة الإشارات، ولكن ليس بالضرورة أن تكون مربعة الشكل؛ حيث لا يشترط أن تتساوى الفترات الزمنية التي تكون فيها الموجة قيمة كبرى وقيمة صغرى، وتسمى هذه الموجة بـ موجة النبضة (الموجة المربعية حالة خاصة من موجة النبضة).
تسمى النسبة بين زمن القيمة الكبرى إلى الزمن الدوري الكلي لأي موجة مستطيلة بـ دورة العمل، ولذلك فإن دورة العمل للموجة المربعية تساوي 50% (زمن الارتفاع يساوي زمن الانخفاض)، يمكن حساب قيمة المستوى المتوسط لأي موجة مستطيلية من خلال دورة العمل، لذلك فإن قيمة المستوى المتوسط للموجة المربعية يساوي صفر.

## الاستخدام
تستخدم الموجات المربعية في الدوائر الرقمية، كما تستخدم كمرجع للتوقيت أو ما يُسمى «إشارات الساعة». تحتوي الموجة المربعية على مجموعة واسعة من التوافقيات كما يظهر عند رسمها في مجال التردد، وقد يُحدِث هذا إشعاع كهرمغناطيسي أو نبضات قد تتداخل مع الدوائر الأخرى، مما يسبب ضجيج في الإشارة أو أخطاء في النتائج، ولتجنب هذه المشكلة في الدوائر الحساسة تستخدم المحولات التناظرية الرقمية، والموجات الجيبية بدلًا من الموجات المربعية.

## تعاريف
للموجة المربعية عدة تعاريف رياضية:
يمكن تعريفها على أنها مجرد دالة الإشارة لدالة دوريّة، مثل دالة الإشارة للموجة الجيبية:
{\displaystyle \ x(t)=\operatorname {sgn}(\sin[t])}
{\displaystyle \ v(t)=\operatorname {sgn}(\cos[t])}
حيث تكون 1 عندما يكون منحنى الجيب موجب، وتكون -1 عندما يكون منحنى الجيب سالب، ويكون 0 عندما تكون الدالة منقطعة، ويمكن استبدال منحنى الجيب بأي دالة دورية أخرى في هذا التعريف.
يمكن تعريفها أيضًا بدلالة اقتران هيفيسايد الدرجي (u(t أو الدالة المستطيلية (t)⊓:
{\displaystyle \ x(t)=\sum _{n=-\infty }^{+\infty }\sqcap (t-nT)=\sum _{n=-\infty }^{+\infty }\left(u\left[t-nT+{1 \over 2}\right]-u\left[t-nT-{1 \over 2}\right]\right)}
حيث T تساوي 2 عندما تكون دورة العمل تساوي 50%، ويمكن أيضًا تعريفها بالطريقة الآتية:
{\displaystyle \ x(t)={\begin{cases}1,&|t|<T_{1}\\0,&T_{1}<|t|\leq {1 \over 2}T\end{cases}}}
عندما
{\displaystyle \ x(t+T)=x(t)}
ويمكن وصفها بدلالة دالة الجيب ودالة قاطع التمام، حيث p ترمز للزمن الدوري وa ترمز للمطال:
{\displaystyle y(x)=a\times \csc \left({\frac {2\pi }{p}}x\right)\left\vert \sin \left({\frac {2\pi }{p}}x\right)\right\vert }
ويمكن تعريفها بواسطة دالة السقف بطريقتين:
بشكل مباشرة:
{\displaystyle y(x)=m\left(2\lfloor \nu x\rfloor -\lfloor 2\nu x\rfloor +1\right)}
وبشكل غير مباشر:
{\displaystyle y(x)=m\left(-1\right)^{\lfloor \nu x\rfloor },}
حيث m هو المطال وν هو التردد.
ملاحظة: y = atan sin x + acot sin x

## تحويل فورييه

تمثل الستة أسهم أول ست توافقيات من تحويل فورييه للموجة المربعية، تمثل الدائرة الزرقاء الموجة المربعية الحقيقية، وتمثل الدائرة الأرجوانية حل تحويل فورييه التقريبي.

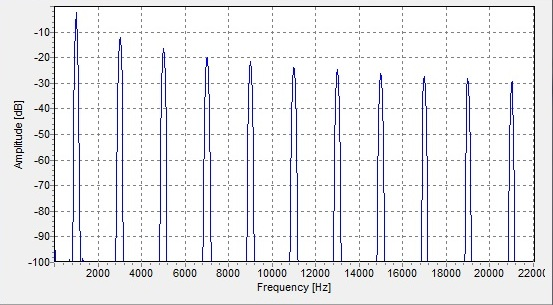
التوافقيات الفردية للموجة المربعية عند 1000 هرتز

يمكن التعبير عن الموجة المثلثية بواسطة متسلسلة فورييه بالمعادلة التالية، حيث التردد f، والزمن t:
{\displaystyle {\begin{aligned}x_{\mathrm {square} }(t)&{}={\frac {4}{\pi }}\sum _{k=1}^{\infty }{\sin {\left(2\pi (2k-1)ft\right)} \over 2k-1}\\&{}={\frac {4}{\pi }}\left(\sin(2\pi ft)+{1 \over 3}\sin(6\pi ft)+{1 \over 5}\sin(10\pi ft)+\cdots \right)\end{aligned}}}
تحتوي الموجة المربعية المثالية على ترددات التوافقيات الفردية الصحيحة فقط (2π(2k-1)f)، بينما تحتوي موجة سن المنشار والموجات الحقيقية في الواقع على جميع التوافقيات الصحيحة.

## وصلات خارجية
- Flash applets Square wave.